# Алтарь Одди
Алтарь Одди (итал. La Pala degli Oddi), или Коронование Девы (итал. L’Incoronazione della Vergine), — алтарная картина выдающегося итальянского художника эпохи Высокого Возрождения Рафаэля Санти. Выполнена по заказу Алессандры Бальони (Одди) в 1502—1503 годах маслом на дереве (позднее переведена на холст). Когда картина была готова, её вместе с пределлой разместили в церкви святого Франциска в Перудже. Первое время считали произведением Перуджино.

## История создания
Алтарь был заказан в 1502 году Алессандрой Бальони, женой (в иных источниках вдовой) Симоне дельи Одди, известного как «Великий», в качестве алтаря для семейной капеллы церкви Сан-Франческо-аль-Прато (Святого Франциска в поле) в Перудже. В 1797 году во время французской оккупации картина была реквизирована и перевезена в Париж, в Музей Наполеона в Лувре, где из-за плохого состояния была переведена на холст. В 1815 году алтарную картину вернули в Италию и, как и многие возвращённые произведения искусства, она оказалась в Ватикане, где осталась в распоряжении папы Пия VII, который решил включить ее в состав Пинакотеки Ватикана.
Известны подготовительные рисунки к этому произведению: два музицирующих ангела (Музей Эшмола, Оксфорд, Англия), и два других: один для апостола на переднем плане справа (Лондон, Британский музей) и один для апостола в центре, Святого Фомы. (Лилль, Музей изящных искусств)

## Иконография и композиция алтаря
Композиция алтарной картины разделена на две зоны: земную и небесную. В нижней части показана пустая гробница, наполненная розами и лилиями, и окружившие её апостолы, в удивлении смотрящие вверх. Святой Фома (в центре) держит в руках пояс, который Дева Мария уронила ему в знак своего действительного Вознесения (реликвия, особо почитаемая в кафедральном соборе в Прато). Эта часть картины соотносится с иконографией Мадонны делла Чинтола.
В верхней части представлена сцена Коронования Девы. Деву Марию на облаках, в окружении музицирующих ангелов коронует сам Иисус Христос. Церемония происходит, в соответствии с иконографией, сложившейся в искусстве стран Центральной и Северной Европы в XV—XVI веках.

## Пределла
Пределла (39 × 190 см) состоит из трёх картин размером 27 × 50 см, на которых изображены сцены из жизни Девы Марии:
- «Благовещение» (слева)
- «Поклонение волхвов» (по центру)
- «Принесение Младенца в храм» (справа)

- Благовещение
- Поклонение волхвов
- Принесение Младенца в храм